# エキサイティングビリヤード
『エキサイティングビリヤード』は、コナミから発売されたビリヤードのゲームソフト。1987年6月26日にファミリーコンピュータ ディスクシステム用として発売された。

## 概要
同じくビリヤードをモチーフとしたゲームに『ルナーボール』（1985年）があったが、これは惑星をブラックホールに落とすという内容でテーブルの形やポケットの位置が変化し、オリジナルのビリヤードとは異なるものであった。本作ではビリヤードを当時の技術としては非常に忠実に再現しており、初めての本格的なビリヤードのコンピュータゲームと言える。
ゲームモードは、1人用でコンピュータの様々な対戦相手と1対1でナインボールで競いハスラー界のマスターを目指すブレイクショット、その他に1人用または複数のプレーヤー（複数のコンピュータを含め、最大4人まで可能）でルールを指定して戦う3つのモードがある。
本作発売後に、同じような画面レイアウトのゲームがMSX2用で『ブレイクショット』のタイトルで発売予定に挙がったが、こちらは未発売で終わっている。

## ストーリー
アメリカ、イリノイ州のイーストバレーにある「プール・サンセット」にビリヤードを好む若者が集まっていた。彼らはビリヤードを職業とする「ハスラー」に憧れていた。自動車工場のポニー・レノックスは「サンセット」で一流の実力者となる。
ある日、ポニーが仲間とプレイをしていると、見慣れない男が観戦しているのに気がついた。ポニーが興味を持ち、「俺と勝負するか」と聞くと男はニヤリと笑って頷いた。男のショットは無駄もなく完璧だった。「ハスラー・マスターズ・クラブ」の者だと気付いた時にはポニーは敗れていた。男は屈辱的な捨て台詞を吐き、店を去った。ポニーは闘志を燃やしキューケースと小銭を持ってイーストバレーを後にした。男は「ハスラー・マスター」の舎弟の1人のようで、それが唯一の手掛かりだった。ポニーの冒険が、今始まろうとしていた。

## ゲーム内容
ナインボール - （ルール詳細はリンク先を参照。）
9個の球を用いる。キューボールをテーブル上の最低番号のボールに接触させ、そのショットで9番以外のいずれかのボールをポケットした（穴に落とした）場合は続行できる。ポケットさせる順は任意。
例えば3番が最低番号ボールだったとして、キューボールを3番に当ててから、そのはずみでキューボールや他のボールが5番ボールにあたり、5番がポケットした場合、そのプレイヤーが続行して次のショットを打てる。次のショットでも3番が最低番号であるから、同じようにまず3番に当てる必要がある。
キューボールがポケットしたり、いずれのボールもポケットしなかったり、最初にキューボールが最低番号以外のボールに接触した場合はファール（ファウル）となり、相手と交替する。
それまでにポケットさせたボールの数や現状の最低番号は関係なく、上記ルールに従って（キューボールを最低番号ボールに当ててから）9番ボールをポケットさせると、その時点で勝ちとなり、ゲームは終了する。
ローテーション
15個の球を用いる。ポケットしたボールの番号がそのまま得点になり、最終的な得点の和を競う。
ラックゲーム
15個の球を用いる。番号に関係なくボールをポケットした数を競う。
通常はボールは色で表示されているが、Aボタンを押すと番号が確認できる。十字キーの左右でボールを打つ角度を指定でき、画面上には疑似3D表示によるボールの位置関係が表示される。左右キーで移動するとこの疑似3Dも動く。キューの強さはキューが画面上を往復するタイミングを見計らってボタンを押すことで決定する。またキューを当てる位置も中央及び端の45度角単位で指定でき、これによりスピンなどの回転を与えることが出来る（ジャンプショットなどの曲芸打ちは出来ない）。例えばキューボールを打ち、それが目的のボールに正面から接触すると、中心を打った場合はそこで止まるが、ボールの上側を狙って打つと、キューボールはその後も打った方向へ進む。ボールの下側を打った場合は後ろに反転して進む。また横や斜めに回転させれば、ボールや壁に接触した時に中心を打った場合とは違った角度に跳ね返る。これにキューの強さや、目的のボールや壁に当てる角度も関連してくるので、数学的な角度計算と戦略的な展開が求められる。強い敵はこれを巧みに用い、あっという間に9番ボールを落としてしまう。ただしその分コンピュータの思考時間も長かった。

## 設定

### ブレイクショット
本作での主要なゲームモードである。ビリヤードに於ける一般的な意味でのブレイクショットではなく、対コンピュータ戦のナインボール勝ち抜きゲームを指す。
対戦相手と会って場所代を払うとゲーム開始。同じ相手と何度か勝負し、表示されたステージクリアの目標額に達成すれば次のステージへ進める。またゲーム終了時に持ち金がないとゲームオーバーとなる（ステージ7については後述）。全7ステージ。
ゲーム中、相手から賭けを持ちかけられる場合がある。掛け金は自由に指定できる場合と指定される場合があり、指定される場合は場所代より少額であり、自由に指定できる場合も場所代をめどに極端な低額は指定できず(例外・ステージ7)、逆に極端な高額も指定できない(例外・ステージ3)。番号に関係なく任意のボールを落とせば良い場合と、番号を指定してボールを落とす場合と、ボールを落とす穴を指定してくる場合がある。賭けに勝てば掛け金がもらえ、負ければその額を失う。ただしいずれの場合も、ナインボールのルールに従ってまずテーブル上の最低番号のボールに一度当ててから、その後で任意のボールあるいは賭けに指定されたボールを落とさないとファール（ファウル）になり、賭けは負けとなる。
また、相手が場所代のアップを求めてくる場合もある。最終的にゲームに勝てばアップした分多く額が貰え、負ければアップした分額を損することとなる。

### ステージ構成
- ステージ1 ニューヨーク ステージクリア $200
  - エリック・キッド - 最初のステージゆえに思考ルーチンは単純で、撞点は変えずに常に球の中央を撞く。
- ステージ2 ブロンクス ステージクリア $400
  - スティビ・ナンダ - スティーヴィー・ワンダーに似た風貌。「ナンダァ？」が口癖。
- ステージ3 シカゴ ステージクリア $1000
  - シカゴ･ファッツ - 柄が悪く、気が短い。場所代を「ショバダイ」と言う。毎回賭けを持ちかけてくる。ステージクリアがやや高いためか、賭け金をプレーヤーが指定する場合、金額の上限はない。
- ステージ4 ラスベガス ステージクリア $2000
  - レディ・ミラー - 妙齢の女性。ステージクリアすると、「良かったらここに電話して」と電話番号を教えてくる(但し、当然ながら現在は閉鎖されかけられない)。
- ステージ5 フロリダ ステージクリア $4000
  - ポール・サイレント - ポール・ニューマンに似た風貌の無口な男性。この面のみ音楽は無く、背景音は波と汽笛の音のみが鳴る。場所代のアップは求めてくるものの、賭けは持ちかけてこない。
- ステージ6 ビバリーヒルズ ステージクリア $10000
  - エリザ・ベス - 老齢の女性で一人称はワシ。嫌みな言葉遣いが特徴。ハスラーの腕で豪邸を建てたという富豪。毎回掛けを持ちかけたり、場所代のアップを求めてくる。
- ステージ7 ニューヨーク ラストステージ（この面のみ一発勝負、勝てばエンディング、負ければステージ6に戻される）
  - ハスラー・マスター - 最強の敵。物腰は非常に丁寧。

## キャラクター
その他のモードではCPU用に上記のキャラクターに加えて、下記の3キャラクターを自由に選んで対戦できる。自己キャラは名前を自由に付けられるが、グラフィックなどの個性は無い。
- キングコング - コナミが『キングコング2 怒りのメガトンパンチ』（1986年）をゲーム化したことによる。
- ミスターモアイ - 『グラディウス』（1985年）に登場するキャラクターからの流用。プレイ中の台詞はコナミのゲームの宣伝が多い。
- シンディ・アーパ - シンディ・ローパーのパロディ。映画『グーニーズ』（1985年）の主題歌を歌った歌手。映画公開後にコナミが『グーニーズ (ゲーム)』（1985年）としてゲーム化した。

## 音楽
BGM
BGMはFM音源によるくぐもったトランペットなど凝った音色を使ったジャズを基調とする音楽が用いられ、ゲーム画面の色調、バーなどの背景などと相まってアメリカの大人の雰囲気が演出された。ブレイクショットでは各面ごとにBGMが替わるが、その他のモードでは1種類のみの固定されたBGMが鳴る。同時期にコナミがアーケードゲームとして同じくビリヤードゲーム『ザ・ハスラー』（1987年）を開発しており、BGMは一部共通している。後年『ラブプラス』（2009年）でも本作のBGMが流用された。
サウンドトラック
- 『コナミ・ファミコン・クロニクル Vol.1 ディスクシステム編』

## スタッフ
- メイン・プログラム：山田善朗
- グラフィック・デザイナー：TATEIWA
- サウンド・クリエイター：波多野よしあき
- サブ・プログラマー：H.EDA
- 音楽：藤尾敦
- アシスタント・デザイナー：にしむらじゅうこ、J.HONDA
- 企画：三品善徳

## 評価
- ゲーム誌『ファミコン通信』のクロスレビューでは、8・7・9・8の合計32点（満40点）でゴールド殿堂入りを獲得[5] [2]、レビュアーの意見としては「シャッフルなBGMがなかなか大人向け」、「実に本物っぽく作ってあっていいと思う」、「（BGMに関し）ゲームの性格にもよるけど、こんな退廃的な大人のムードのものなんて、今までなかったんじゃないか」、「ちょっと大人っぽいアダルトな雰囲気が魅力のソフトだ」などと評されている[6]。

- ゲーム誌『ファミリーコンピュータMagazine』の読者投票による「ゲーム通信簿」での評価は以下の通りとなっており、17.44点（満25点）となっている[3]。

| 項目 | キャラクタ | 音楽 | 操作性 | 熱中度 | お買得度 | オリジナリティ | 総合  |
| 得点 | 3.27       | 3.43 | 3.43   | 3.68   | -        | 3.63           | 17.44 |

- ゲーム誌『ユーゲー』では、「86年の映画『ハスラー2』に大きく影響を受けていると思われるが、頭脳的スポーツ競技としての奥深さと、ビリヤードの渋い魅力を引き出した見事なゲーム化である」、「ジャズを中心としたBGMや、陰影の濃いグラフィック、船の上で波の音だけをバックに対戦するステージなど、その演出はすべてが渋く、『心地よく酔う』ことができる名作スポーツゲームだと言ってよいだろう」と評している[4]。